# 朗色林·班觉晋美
朗色林·班觉晋美（藏語：དཔལ་འབྱོར་འཇིགས་མེད་，威利转写：dpal 'byor 'jigs med，？—？）藏族，西藏拉萨人，西藏贵族、噶厦官员。

## 生平
朗色林·班觉晋美原为帕拉家族之子，后入赘朗色林巴家。达扎·阿旺松绕任摄政时，朗色林·班觉晋美出任孜本。
1950年，第十四世达赖喇嘛避居西藏亚东时，朗色林·班觉晋美主张达赖喇嘛出国，并求助国际支援使西藏抵抗中华人民共和国军队的入侵。朗色林·班觉晋美反对《十七条协议》，称“协议签订，丧失了西藏的独立地位”。他是“人民会议”、“人民领导”、“官员代表会议”的领导人之一。他同印度噶伦堡的夏格巴·旺秋德丹等联系密切。1956年，朗色林·班觉晋美出任西藏自治区筹备委员会委员。康巴武装起事者逃到西藏之后，朗色林·班觉晋美给予支持，并在家里收留了其中一些人。1959年拉萨骚乱中，朗色林·班觉晋美逃往印度，被中华人民共和国政府指控为此次骚乱的策动者之一，同年遭撤销西藏自治区筹备委员会委员职务。